# Browning M1906
Browning M1906 — бельгийский карманный пистолет, разработанный Джоном Мозесом Браунингом в 1905 году, но серийно выпускался бельгийской компанией «Fabrique Nationale d’Armes de Guerre Herstal» (FN) с 1906 года. В связи с этим в США пистолет известен как FN Model 1905 по году патента, а в Европе как FN Model 1906 по году начала производства. К 1914 году было произведено порядка 503 434 единиц. К началу Второй мировой войны производство завершилось, всего было изготовлено около 1 200 000 штук этих пистолетов. С 1908 г. в США компанией Кольт производился такой же, с незначительными отличиями, пистолет Colt Model 1908 Vest Pocket. Достаточно удачная конструкция этого оружия и его технологичность послужила толчком к копированию этой системы и другими производителями. Особенно большое количество подражаний было на счету многочисленных оружейных компаний из испанского города Эйбар, обобщённо их называют «Эйбарский тип».
Браунинг образца 1906 г. был одним из пистолетов, которые разрешалось приобретать за свой счет и носить вне строя офицерам русской императорской армии.

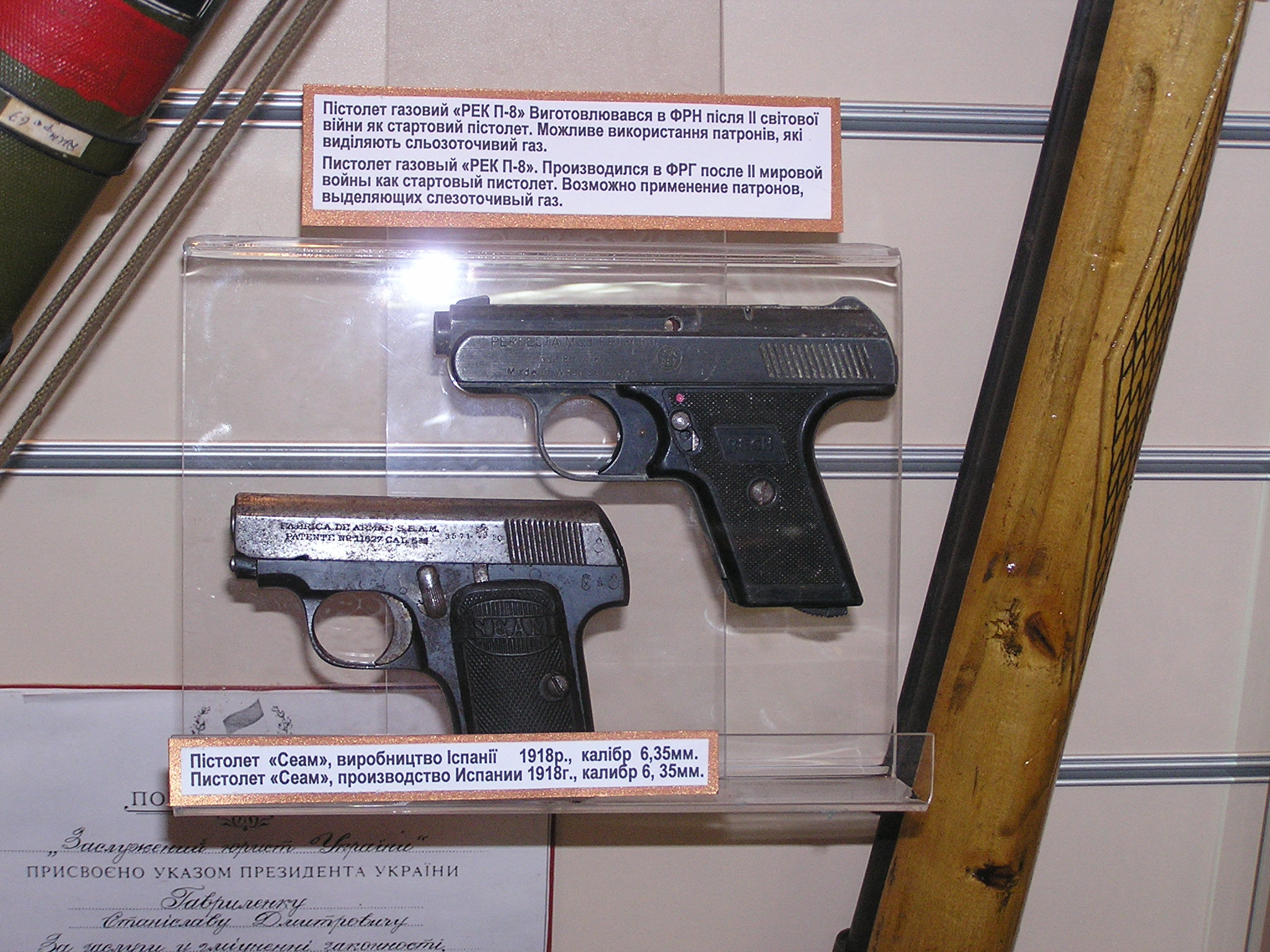
Испанский пистолет фирмы S.E.A.M 1918 г.(подражание Браунингу 1906 г., «Эйбарский тип»)

## Техническое описание
Пистолет самозарядный, автоматика работает по принципу отдачи свободного затвора. Возвратная пружина размещена под стволом. Ударно-спусковой механизм ударниковый, с отдельной боевой пружиной. Отъемный коробчатый магазин на 6 патронов размещается в рукоятке. Предохранителей два — флажкового типа на рамке слева и автоматический в виде клавиши на задней стенке рукоятки, он выключается при правильном охвате рукоятки рукой. Первые выпуски не имели флажкового предохранителя. Прицельные приспособления простейшие: две параллельные канавки вдоль верхней поверхности кожуха-затвора. Стреляные гильзы отражаются вправо.
|  |

Существовали варианты с удлиненным стволом, далеко выступающим за срез кожуха-затвора.